# Крестьянин и тинейджер
«Крестьянин и тинейджер» — роман современного российского писателя Андрея Дмитриева. Был награждён национальной литературной премией «Русский Букер» (2012 год), национальной литературной премией «Ясная поляна», вошёл в финал литературной премии «Большая книга» (2012).

## Общая информация
Первое издание романа «Крестьянин и тинейджер» вышло в издательстве «Время» в Москве в 2012 году. На роман откликнулись многие критики и литературоведы, он был номинирован на несколько престижных литературных наград и получил премии «Русский Букер» и «Ясная Поляна». Роман повествует о непростых временах, которые переживает современное общество, возвращается к одному из классических для русской прозы мотивов — конфликту поколений, и оказывается своеобразным продолжением традиций советской деревенской прозы. По словам автора, он занимается литературой, которая, «устав от пустых игр... возвращается к смыслам». 

## Сюжет
Второстепенный герой романа Владимир отправляет в деревенскую глушь к своему другу, ещё не старому крестьянину Панюкову,  сына своего начальника. Бездельник Гера, переживающий любовную драму, был исключен из института и пытается скрыться от призыва в армию; время, проведённое в деревне, делает его чувствительнее и крепче. Повествование строится вокруг двух главных персонажей — Панюкова и Геры. Дмитриев старается как можно ярче изобразить дружбу людей, принадлежащих к разным слоям общества. За время повествования герои проникаются уважением к ценностям друг друга.

## Отзывы и критика
Критики разошлись в оценках романа. Среди положительных рецензий — текст Валерии Пустовой:
…с каждым новым романом превосходный стилист, мудрец и психолог Андрей Дмитриев сокращает дистанцию между своими придуманными героями и реальными современниками. В «Крестьянине и тинейджере» он их столкнул, можно сказать вплотную — впечатление такое, что одного он только что повстречал на весёлой Болотной площади, а другого — в хмурой толпе у Курской электрички.
Писатель Григорий Аросев оценил «Крестьянина и тинейджера» как одну из самых заметных книг 2012 года:
…тонкий психологизм, уместный юмор, умелое встраивание деталей повествования в нынешние реалии — делает роман «Крестьянин и тинейджер» не просто ещё одной хорошей книгой, а одним из заметнейших событий нашей литературы, по крайней мере, 2012 года. Дмитриев справляется со сложной темой умело и элегантно, а финальная нота, что также характерно для него, звучит оптимистично и свежо, «Крестьянин и тинейджер», уже, казалось бы, расставшись навсегда, снова идут друг навстречу другу..

В свою очередь, Константин Трунин высказывался более скептически:
Портит произведение неравномерное повествование. Андрей не рассказывает одну историю, он наполняет сюжет возвращениями к прошлому действующих лиц. Становится известно об отношениях главного героя с девушкой, о мытарствах его семьи, также читатель понимает, как тяжело жить людям в деревне от того, что они не понимают нужды себе подобных и не умеют вести подсобное хозяйство, в том числе и не представляют, каким образом следует содержать животных. Нет в «Крестьянине и тинейджере» крестьян и тинейджеров, вместо них стереотипы о крестьянах и тинейджерах. 

## Награды
- 2012 — Русский Букер, лауреат
- 2012 — Ясная Поляна, лауреат в номинации «Детство. Отрочество. Юность».
- 2012 — Большая Книга, финалист[4].